# Resolutie 1502 Veiligheidsraad Verenigde Naties
Resolutie 1502 van de Veiligheidsraad van de Verenigde Naties werd unaniem door de VN-Veiligheidsraad aangenomen op 26 augustus 2003.

## Inhoud

### Waarnemingen
De Algemene Vergadering van de Verenigde Naties had 2 resoluties
aangenomen: 57/28 over het
Verdrag inzake Veiligheid van VN- en Aanverwant Personeel en
57/155 over de veiligheid van humanitair personeel
en de bescherming van VN-personeel.
Alle humanitair- en VN-personeel was verplicht de wetten van het land waarin ze werkten te respecteren.
Het was ook belangrijk dat humanitaire organisaties neutraal en onpartijdig bleven.
Onder het internationaal recht is het verboden om hulppersoneel aan te vallen. Hun bescherming was dan
ook van belang gezien het geweld dat in vele delen van de wereld tegen hen werd gepleegd, zoals de aanval op
het hoofdkwartier van de UNAMI-missie in Irak op 19 augustus.

### Handelingen
Alle vormen van geweld, waaronder moord, verkrachting, aanranding, intimidatie, diefstal met
geweld, ontvoering, gijzelneming, illegale arrestatie en opsluiting, aanvallen op konvooien en
vernieling en plundering, waaraan deelnemers aan hulpoperaties meer en meer werden blootgesteld werden streng
veroordeeld. De partijen in een gewapend conflict waren verplicht het internationaal recht inzake humanitair-
en VN-personeel na te leven. Voorts moesten alle personen in nood toegang kunnen krijgen tot bijstand.
Om de veiligheid van humanitair- en VN-personeel te garanderen werden een aantal stappen ondernomen;
Provisies van het Verdrag inzake Veiligheid van VN- en Aanverwant Personeel moesten worden opgenomen in
akkoorden tussen de VN en gastlanden over VN-operaties en de
secretaris-generaal werd gevraagd situaties waarin hulp werd
geweigerd of geweld tegen het personeel werd gepleegd ter attentie te brengen.

## Verwante resoluties
- Resolutie 1379 Veiligheidsraad Verenigde Naties (2001)
- Resolutie 1467 Veiligheidsraad Verenigde Naties
- Resolutie 2175 Veiligheidsraad Verenigde Naties (2014)

Lijst ·  1455 ·  1456 ·  1457 ·  1458 ·  1459 ·  1460 ·  1461 ·  1462 ·  1463 ·  1464 ·  1465 ·  1466 ·  1467 ·  1468 ·  1469 ·  1470 ·  1471 ·  1472 ·  1473 ·  1474 ·  1475 ·  1476 ·  1477 ·  1478 ·  1479 ·  1480 ·  1481 ·  1482 ·  1483 ·  1484 ·  1485 ·  1486 ·  1487 ·  1488 ·  1489 ·  1490 ·  1491 ·  1492 ·  1493 ·  1494 ·  1495 ·  1496 ·  1497 ·  1498 ·  1499 ·  1500 ·  1501 ·  1502 ·  1503 ·  1504 ·  1505 ·  1506 ·  1507 ·  1508 ·  1509 ·  1510 ·  1511 ·  1512 ·  1513 ·  1514 ·  1515 ·  1516 ·  1517 ·  1518 ·  1519 ·  1520 ·  1521